# Eerste klasse (2025/2026)
Ten artykuł dotyczy trwającego lub niedawnego wydarzenia sportowego. Informacje w nim zamieszczone mogą się zmienić lub zdezaktualizować wraz z postępem zdarzenia. Początkowe doniesienia, wyniki lub statystyki mogą być niepewne. Ostatnie aktualizacje do tego artykułu mogą nie odzwierciedlać najbardziej aktualnych informacji.
Belgian Pro League 2025/2026 (nl: Eerste klasse; fr: Championnat de Belgique de football; de: Pro League) (oficjalnie znana jako Jupiler Pro League ze względów sponsorskich) – 123. edycja najwyższej klasy rozgrywkowej piłki nożnej w Belgii. 
Bierze w niej udział 16 drużyn, które w okresie od 25 lipca 2025 do maja 2026 rozegrają w dwóch fazach 40 kolejek meczów. Sezon zakończą baraże o miejsce w przyszłym sezonie w Pro League i w Lidze Konferencji. Obrońcą tytułu jest Union SG.

## Format rozgrywek
Sezon przejściowy dla Belgijskiej Pro League. W sezonie 2026/27 liga zostanie rozszerzona do 18 drużyn ze zmienionym formatem.
Po sezonie zasadniczym sześć najlepszych drużyn kwalifikuje się do baraży o mistrzostwo (potocznie zwanych „Play-offs I”), zaś drużyny z miejsc od 7 do 12 do baraży o ligę konferencji (potocznie zwanych „Play-offs II”). 
Cztery ostatnie drużyny (od 13 do 16) rozgrywają baraże o utrzymanie. 
Po zakończeniu baraży ostatnia drużyna będzie musiała rozegrać mecz decydujący o awansie/spadku ze zwycięzcą baraży o awans z Challenger Pro League w sezonie 2025/26.

## Uczestniczące drużyny
| Uczestnicy poprzedniej edycji | Uczestnicy poprzedniej edycji | Uczestnicy poprzedniej edycji | Uczestnicy poprzedniej edycji |
| --- | ----------------------------- | ----------------------------- | ----------------------------- |
| USG | Union SG                      | Saint-Gilles                  | 1                             |
| CLB | Club Brugge                   | Brugia                        | 2                             |
| GNK | KRC Genk                      | Genk                          | 3                             |
| AND | RSC Anderlecht                | Anderlecht                    | 4                             |
| ANT | Royal Antwerp                 | Antwerpia                     | 5                             |
| KAA | KAA Gent                      | Gandawa                       | 6                             |
| CHA | Charleroi                     | Charleroi                     | 7                             |
| WES | KVC Westerlo                  | Westerlo                      | 8                             |
| KVM | KV Mechelen                   | Mechelen                      | 9                             |
| DEN | Dender                        | Denderleeuw                   | 10                            |
| STL | Standard Liège                | Liège                         | 11                            |
| OHL | OH Leuven                     | Heverlee                      | 12                            |
| STR | Sint-Truiden                  | Sint-Truiden                  | 13                            |
| po barażach |                               |                               |                               |
| CER | Cercle Brugge                 | Brugia                        | 14                            |
| Awans z Challenger Pro League |                               |                               |                               |
| ZWA | SV Zulte Waregem              | Waregem                       | 1                             |
| LAL | RAAL La Louvière              | La Louvière                   | 2                             |
| Oznaczenia: - kolumna pierwsza – skróty nazw drużyn, - kolumna trzecia – siedziba klubu, - kolumna czwarta – miejsce zajęte w poprzednim sezonie. |                               |                               |                               |

## Faza zasadnicza

### Tabela
| Lp. | Drużyna         | M | Z | R | P | B+ | B– | +/– | Pkt | Kwalifikacja  |
| --- | --------------- | - | - | - | - | -- | -- | --- | --- | ------------- |
| 1   | Union SG        | 4 | 3 | 1 | 0 | 12 | 3  | +9  | 10  | play-offs I   |
| 2   | Sint-Truiden    | 4 | 3 | 1 | 0 | 8  | 3  | +5  | 10  | play-offs I   |
| 3   | Anderlecht      | 4 | 3 | 0 | 1 | 11 | 5  | +6  | 9   | play-offs I   |
| 4   | Club Brugge     | 4 | 3 | 0 | 1 | 6  | 3  | +3  | 9   | play-offs I   |
| 5   | Mechelen        | 4 | 2 | 2 | 0 | 5  | 3  | +2  | 8   | play-offs I   |
| 6   | Standard Liège  | 4 | 2 | 1 | 1 | 5  | 5  | 0   | 7   | play-offs I   |
| 7   | Antwerp         | 4 | 1 | 3 | 0 | 6  | 4  | +2  | 6   | play-offs II  |
| 8   | Genk            | 4 | 1 | 1 | 2 | 5  | 6  | −1  | 4   | play-offs II  |
| 9   | Cercle Brugge   | 4 | 1 | 1 | 2 | 4  | 5  | −1  | 4   | play-offs II  |
| 10  | Gent            | 4 | 1 | 1 | 2 | 5  | 7  | −2  | 4   | play-offs II  |
| 11  | Zulte Waregem   | 4 | 1 | 1 | 2 | 5  | 7  | −2  | 4   | play-offs II  |
| 12  | La Louvière     | 4 | 1 | 0 | 3 | 2  | 5  | −3  | 3   | play-offs II  |
| 13  | Westerlo        | 4 | 1 | 0 | 3 | 6  | 11 | −5  | 3   | play-offs III |
| 14  | Royal Charleroi | 4 | 0 | 3 | 1 | 4  | 5  | −1  | 3   | play-offs III |
| 15  | Dender          | 4 | 0 | 2 | 2 | 1  | 5  | −4  | 2   | play-offs III |
| 16  | OH Leuven       | 4 | 0 | 1 | 3 | 4  | 12 | −8  | 1   | play-offs III |

1. ↑  Zwycięzca sezonu regularnego ma zapewniony występ w kwalifikacjach Ligi Europy UEFA.

### Wyniki
| Gospodarz \ Gość | AND | ANT | CER | CHA | CLU | DEN | GNK | GNT | LAL | MEC | OHL | STR | STA | USG | WES | ZWA |
| ---------------- | --- | --- | --- | --- | --- | --- | --- | --- | --- | --- | --- | --- | --- | --- | --- | --- |
| Anderlecht       |     |     |     |     |     |     |     |     |     |     |     |     |     |     | 5–2 | 2–3 |
| Antwerp          |     |     |     |     |     |     |     |     |     |     | 3–1 |     |     | 1–1 |     |     |
| Cercle Brugge    | 0–2 |     |     |     |     |     |     |     |     |     |     |     |     |     | 4–1 |     |
| Royal Charleroi  |     | 1–1 |     |     |     |     |     |     |     |     |     | 1–1 |     |     |     |     |
| Club Brugge      |     |     | 2–0 |     |     |     | 2–1 |     |     |     |     |     |     |     |     |     |
| Dender           | 0–2 |     | 0–0 |     |     |     |     |     |     |     |     |     |     |     |     |     |
| Genk             |     | 1–1 |     |     |     |     |     |     |     |     |     |     |     |     |     |     |
| Gent             |     |     |     |     |     |     |     |     | 1–0 |     |     |     |     | 2–3 |     |     |
| La Louvière      |     |     |     | 1–0 |     |     |     |     |     |     |     |     | 0–2 |     |     |     |
| Mechelen         |     |     |     |     | 2–1 |     |     | 1–1 |     |     |     |     |     |     |     |     |
| OH Leuven        |     |     |     | 2–2 |     |     | 1–2 |     |     |     |     |     |     |     |     |     |
| Sint-Truiden     |     |     |     |     |     | 2–0 |     | 3–1 | 2–1 |     |     |     |     |     |     |     |
| Standard Liège   |     |     |     |     |     | 1–1 | 2–1 |     |     |     |     |     |     |     |     |     |
| Union SG         |     |     |     |     |     |     |     |     |     |     | 5–0 |     | 3–0 |     |     |     |
| Westerlo         |     |     |     |     |     |     |     |     |     | 0–1 |     |     |     |     |     | 3–1 |
| Zulte Waregem    |     |     |     |     | 0–1 |     |     |     |     | 1–1 |     |     |     |     |     |     |

## Najlepsi strzelcy
| Bramki | Strzelcy          | Drużyna      |
| ------ | ----------------- | ------------ |
| 4      | Thorgan Hazard    | Anderlecht   |
| 3      | Raul Florucz      | Union SG     |
| 3      | Ryōtarō Itō       | Sint-Truiden |
| 3      | Zakaria El Ouahdi | Genk         |
| 3      | Kevin Rodríguez   | Union SG     |

Stan na 2025-08-17. Źródło:

## Stadiony
| Anderlecht                  |
| --------------------------- |
| Stade Constant Vanden Stock |
|                             |

| Antwerp       |
| ------------- |
| Bosuilstadion |
|               |

| Cercle Brugge Club Brugge |
| ------------------------- |
| Jan Breydel Stadion       |
|                           |

| Royal Charleroi            |
| -------------------------- |
| Stade du Pays de Charleroi |
|                            |

| Dender                  |
| ----------------------- |
| Florent Beeckmanstadion |
|                         |

| Genk          |
| ------------- |
| Cristal Arena |
|               |

| Gent           |
| -------------- |
| Ghelamco Arena |
|                |

| La Louvière |
| ----------- |
| Easi Arena  |
|             |

| Mechelen          |
| ----------------- |
| Achter de Kazerne |
|                   |

| OH Leuven         |
| ----------------- |
| Stadion Den Dreef |
|                   |

| Union SG            |
| ------------------- |
| Stade Joseph Marien |
|                     |

| Sint-Truiden |
| ------------ |
| Stayen       |
|              |

| Standard Liège         |
| ---------------------- |
| Stade Maurice Dufrasne |
|                        |

| Westerlo   |
| ---------- |
| Het Kuipje |
|            |

| Zulte Waregem    |
| ---------------- |
| Regenboogstadion |
|                  |

Źródło: .